# Mõdriku

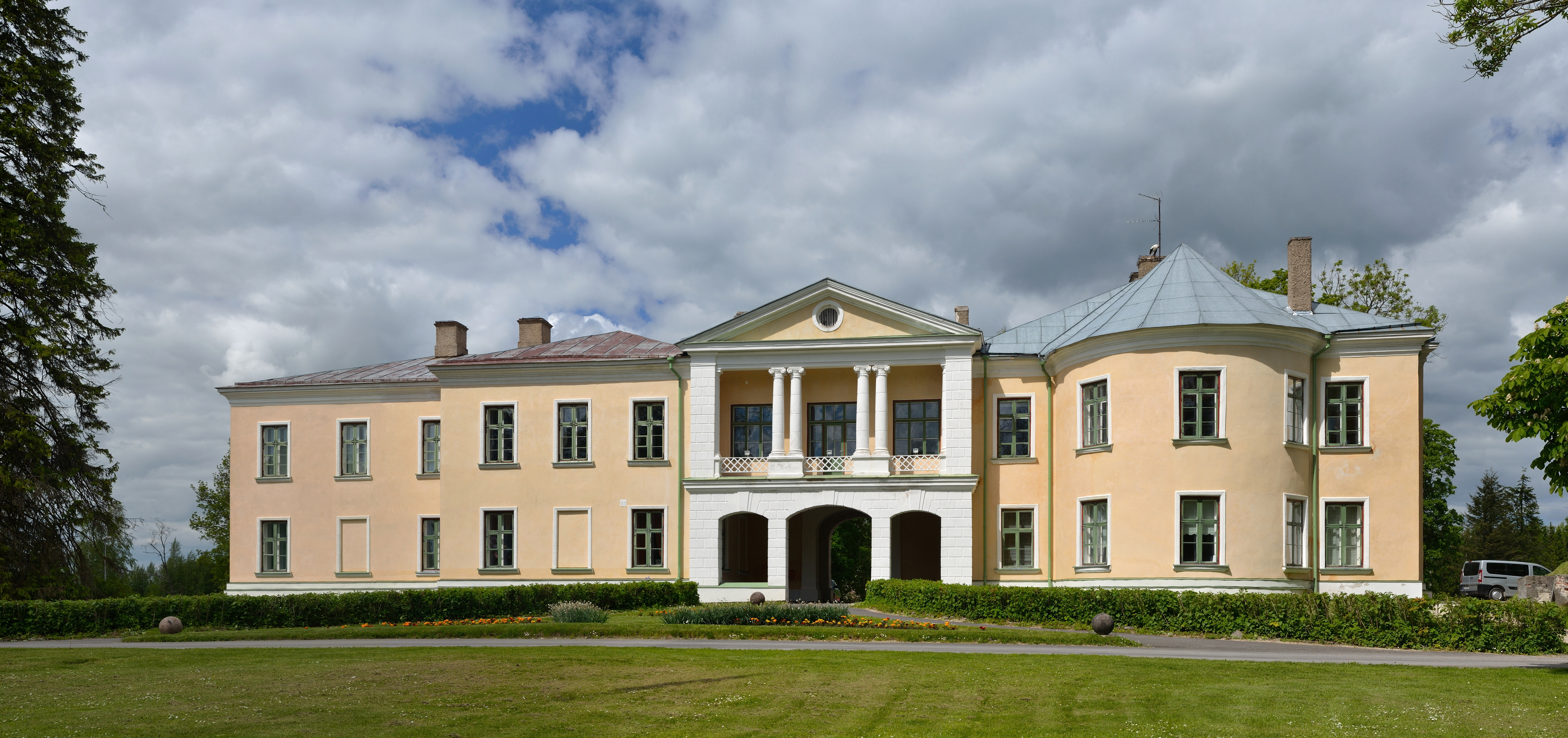
Château de Mödders

Mõdriku (anciennement Mödders) est un petit village estonien de 90 habitants (en 2008) appartenant à la commune de Vinni dans le Virumaa occidental. Il est surtout connu pour son château de Mödders qui appartenait à la famille von Stackelberg, puis à la famille von Dehn, avant les expropriations de 1919, par le gouvernement de la nouvelle république estonienne.